# Convento degli agostiniani (Masone)
L'ex convento degli agostiniani è stato un luogo di culto cattolico situato nel comune di Masone, in piazza Castello, nella città metropolitana di Genova. L'edificio è attiguo alla precedente chiesa parrocchiale di Nostra Signora Assunta nel centro storico. Alcuni locali dell'ex complesso conventuale ospitano le sale del museo civico del ferro "Andrea Tubino".

## Storia e descrizione
Il convento fu eretto nel corso del XVI secolo, adiacente all'antica parrocchiale dell'Assunta, e ancora oggi conserva la sua struttura originale. In particolare sono rimaste in perfetto stato di conservazione le antiche celle dei monaci del terzo e del primo piano, con soffitto a botte e a vela.
Altri ambienti originali sono i locali destinati alla panificazione, con la presenza degli antichi forni dell'epoca, e della cappella privata.